# Antidesma minus
Antidesma minus är en emblikaväxtart som beskrevs av Carl Ludwig von Blume. Antidesma minus ingår i släktet Antidesma och familjen emblikaväxter. Inga underarter finns listade i Catalogue of Life.